# Digsby

Logoul programului Digsby

Digsby este un program multi messenger care permite conectarea la: Windows Live Messenger, Yahoo! Messenger, ICQ, Jabber, AIM, Gtalk, Facebook.